# مبال فوقاني
المَبال الفَوقاني (بالإنجليزية: Epispadias)‏ هو عيب خلقي في القضيب؛ إذ تكون فتحةُ الإحليل في القضيب من الأعلَى.

## الأعراض والعلامات

### في الذكور
- مرور البول في اتجاهٍ عكسيٍّ إلى الكلية.
- قضيب صَغير بانحناءٍ غيرِ طبيعي.
- عدوى في الجِهازِ البولِي
- اتسَاع عظَام الحَوض[2]

### في الإناث
- شذوذٌ في البظر والشفرين الكبيرين
- ارتجَاع البول إلى الكلى
- اتسَاع عظام الحوض
- عدوى في الجهَاز البوليِّ
- سلس البول[2]

## التشخيص
تُحرى العديدُ من الفحوصَات، مثل:
- فحوصات الدَّم
- صورةُ الحوَيضةِ الوَريديَّة
- أشعة مقطعية وتصوير بالرنين المغناطيسي
- أشعة سينية
- أشعَّة تلفزيُونية على البطن[2][4]

## العلاج
في الغَالب تُجرى جراحة لإصلاحِ العيبِ الخلقِي. وقد يقتضي تسرُّب البول إجراءَ جراحةٍ أخرى. تؤدي الجراحةُ إلى إصلاحِ الشكل الجمَالي والتَّحكم في مرورِ البولِ، وقد يستَمر سلس البول حتى بعد إجراءِ الجِراحة، وقد تحدُث مضاعفات كالعقم وأضرارٌ بالحالبين والكلَى.

## توقع سير المرض
- حتى مع نجَاح الجراحة، قد يعَانِي المُصابُ من مشكِلاتٍ صحيَّةٍ طوِيلَة المَدَى، مِثل:
- سلس البول.
- اكتئاب واضطِّرابات نفسِيَّة اجتمَاعِيّة.
- اختِلال الوظيفَة الجنسية.

## روابط خارجية
- Penile Epispadias Reconstruction
- What is Epispadias?
- Epispadias.
- The inheritance of the exstrophy-epispadias complex.